# داء ميناماتا
داء ميناماتا يشار إليه أحيانا، بالمتلازمة العصبية الناجمة عن تسمم الزئبق الحاد. وتشمل أعراضه الترنح وخدر اليدين والقدمين والضعف العام في العضلات وتضييق في مجال الرؤية وتلف السمع والنطق. وفي الحالات القصوى الخلل العقلي والشلل والغيبوبة والموت الذي يتبع ذلك في غضون أسابيع من ظهور الأعراض. ويمكن أن يؤثر النوع الخلقي من أنواع هذا المرض أيضا على الجنين في الرحم.
اكتشف مرض مينماتا أول مرة عام 1956 في مدينة ميناماتا في محافظة كوماموتو في اليابان. والسبب فيه هو إطلاق ميثيل الزئبق في مياه الصرف الصناعي في مصنع مؤسسة شيسو للكيماويات والذي استمر من 1932-1968. تتراكم هذه المادة الكيميائية شديدة السمية أحيائيا في المحار والسمك في خليج ميناماتا وبحر شيرانوي التي عندما يأكلها السكان المحليين تؤدي إلى التسمم بالزئبق. ورغم استمرار وفاة القطط والكلاب والخنازير والوفيات البشرية على مدى أكثر من 30 عاما، إلا أن الحكومة والشركة فعلتا القليل لمنع للتلوث.
وكان عدد الضحايا المعترف به رسميا في آذار / مارس 2001، هو 2,265 ضحية، (توفي منهم 1,784) {3} وحصل أكثر من 10,000 على تعويض مالي من شيسو. (4) وبحلول عام 2004، دفعت شركة شيسو 86 مليون دولار كتعويضات، وفي العام نفسه صدر أمر لتنظيف التلوث فيها. {6} وفي 29 مارس 2010، تم التوصل إلى تسوية لتعويض الضحايا المنتظرين غير المصادق عليهم.{7}
وحدث الاندلاع الثاني لمرض ميناماتا في ولاية نيجاتا عام 1965. يعتبر كل من مرض ميناماتا الاصلي ومرض نيجاتا ميناماتا أثنين من أربعة من أمراض التلوث الكبيرة في اليابان.
وفي أكتوبر عام 2013 تم توقيع أول معاهدة دولية من قبل أكثر من 140 دولة للحد من انبعاثات الزئبق وانطلاقاته في البيئة وسميت باسم اتفاقية ميناماتا بشأن الزئبق. 

## 1908- 1955
أفتتحت مؤسسة شيسو أولا مصنع للكيماويات في ميناماتا في عام 1908. وكانت في البداية تنتج الأسمدة، وتبع المصنع التوسع على الصعيد الوطني في الصناعة الكيميائية في اليابان وتتفرع إلى إنتاج الأسيتيلين والأسيتالديهيد وحامض الخليك وكلوريد الفينيل والاوكتانول وغيرها. وأصبح مصنع ميناماتا المصنع الأكثر تقدما في اليابان، على حد سواء قبل أو بعد الحرب العالمية الثانية. {2} تطرح نفايات المنتجات الناتجة عن تصنيع هذه المواد الكيميائية في خليج ميناماتا في مياه نفايات المصانع. ومن المؤكد أن هذه الملوثات لها تأثير على البيئة. تضررت الأسماك من حيث انخفاض كميات الصيد، واستجابة لذلك توصلت شيسو الي اتفاقي تعويض منفصلين لتعويض الجمعيات السمكية في عام 1926 و 1943. {10}
أثر التوسع السريع في مصنع ميناماتا على ازدهار الاقتصاد المحلي، وكما ازدهرت ازدهرت مينماتا كذلك. تعني هذه الحقيقة، جنبا إلى جنب مع عدم وجود صناعة أخرى، بأن تيسو كان لها نفوذ كبير في ميناماتا. عند نقطة واحدة، أكثر من نصف عائدات الضرائب لسلطة مدينة ميناماتا تأتي من سيشو وموظفيها. وفروع الشركة والشركات التابعة لها هي المسؤولة عن خلق ربع الوظائف في ميناماتا. {10} حتي كان يطلق يطلق علي ميناماتا «بلدة قلعة شيسو» في إشارة إلى عواصم الإقطاعيين الذين حكموا اليابان خلال فترة ايدو. {12}
مصنع شيسو ميناماتا بدأ لأول مرة إنتاج الأسيتالديهيد في عام 1932 وأنتج 210 ألف طن في ذلك العام. وبحلول عام 1951 قفز الإنتاج إلى 6000 طن سنويا وهو أكثر من 50 ٪ من إجمالي إنتاج اليابان. {13} والتفاعل الكيميائي المستخدم لإنتاج الأسيتالديهيد يستخدم كبريتات الزئبق كعامل مساعد. وأدي التفاعل الجانبي في دورة الحفاز إلى إنتاج كمية صغيرة من مركب الزئبق العضوي الذي يسمي ميثيل الزئبق. {14} طرح هذا المركب الشديد السمية في خليج ميناماتا منذ بداية الإنتاج في عام 1932 وحتى عام 1968، حتي توقفت طريقة الإنتاج هذه.

## 1959-1956
في 21 أبريل 1956 فحصت فتاة في السنة الخامسة من العمر في مستشفي مصنع مؤسسة شيسو في ميناماتا، اليابان وهي مدينة تقع على الساحل الغربي لجزيرة كيوشو الجنوبية. واحتار الأطباء في أعراضها، صعوبة في المشي وصعوبة في الكلام وتشنجات. وبعد ذلك بيومين بدأت شقيقتها الصغرى أيضا تظهر نفس الاعراض وادخلت المستشفى أيضا. وأبلغت والدة الفتاتين أن الأطباء أن ابنة جارتها أيضا تعاني من مشاكل مماثلة. وبعد التحقيق من منزل لمنزل، تم اكتشاف ثمانية مرضى اخرين وادخلوا المستشفى. وفي يوم 1 مايو أبلغ مدير المستشفي مكتب الصحة العامة المحلي عن اكتشاف وباء لمرض غير معروف في الجهاز العصبي المركزي مفتتحا الاكتشاف الرسمي لمرض ميناماتا. {5}
وللتحقق من هذا الوباء شكلت حكومة المدينة والعديد من الأطباء الممارسين ال {16} في نهاية أيار / مايو 1956. ونظرا لطبيعة المرض المحلية، اشتبه في أنه مرض معد، وكاجراء احتياطي تم عزل المرضي وطهرت منازلهم. ولسوء الحظ ساهم ذلك في وصمة العار والتمييز الذي عاني منه ضحايا ميناماتا من المجتمع المحلي. وخلال التحقيقات التي تجريها، اكتشفت اللجنة ادلة قولية مستغربة عن سلوك غريب من القطط وغيرها من الحيوانات البرية في المناطق المحيطة بمنازل المرضى. منذ حوالي عام 1950 شوهدت القطط بأن لديها تشنجات ومن ثم تصاب بالجنون والموت. وسمي السكان المحليون ذلك {17}، وذلك بسبب عدم انتظام حركتها. وكان كروز سقطت من السماء، لم تعد الأعشاب البحرية تنبت على قاع البحر والسمك الميت يطفو على سطح البحر. وعند تفهم مدى التفشي، دعت اللجنة باحثون من جامعة كوماموتو للمساعدة في جهود البحث.
و تم تشكيل فريق بحث جامعة كوماموتو في 24 أغسطس 1956. وبدأ باحثون من كلية الطب بزيارة ميناماتا بانتظام وإدخال المرضى إلى المستشفى الجامعي لاجراء فحوص تفصيلية. وكشف تدريجيا صورة أكثر اكتمالا عن العوارض التي تظهر علي المرضى. يتطور المرض من دون أي إنذار مسبق، مع مرضي يشكون من فقدان الإحساس وتخدر في أيديهم وأرجلهم. ويصبحوا غير قادرين على إدراك الأشياء الصغيرة أو ربط الأزرار. لا يستطيعون الجري أو المشي من دون تعثر، وتتغير أصواتهم في ويشتكي العديد منهم من صعوبات في الرؤية وفي السمع والبلع. وبصفة عامة، تزداد هذه الاعراض سوءا وتليها تشنجات حادة وغيبوبة ومن ثم الموت في نهاية المطاف. وبحلول تشرين الأول / أكتوبر 1956، تم اكتشاف 40 مريضا، توفي منهم 14، وهو معدل وفيات مزعج 36.7 ٪. {18}

### العثور على السبب
بدأ الباحثون من جامعة كوماموتو في التركيز على سبب المرض الغريب. ووجد الباحثون ان الضحايا في كثير من الأحيان هم أفراد من أسرة واحدة يتجمعون في قرى صيد الأسماك الصغيرة على طول شاطئ خليج ميناماتا. وكان الغذاء الأساسي للضحايا دائما هو الأسماك والمحار من خليج ميناماتا. ولاقت القطط في المنطقة، التي تميل كثيرا الي أكل الفتات من موائد الأسرة حتفها بسبب أعراض مشابهة لتلك التي اكتشفت في البشر. وقاد هذا الباحثين إلى الاعتقاد بأن سبب تفشي المرض هو نوع من التسمم الغذائي مع السمك والمحار الملوث. وكانت هذه الاشتباهات هي الأساسية.
وفي يوم 4 نوفمبر أعلنت مجموعة البحث النتائج الأولية التي توصلت إليها «يعتبر مرض ميناماتا نوعا من التسمم بالمعادن الثقيلة... مفترضين أنها تدخل جسم الإنسان عن الأسماك والمحار.» {19}

### التعرف على الزئبق
وبمجرد أن حدد التحقيق المعادن الثقيلة كسبب مسبب للمرض، اشتبه فورا أن يكون المصدر هو مياه الصرف الصحي من مصنع شيسو. واظهرت اختبارات الشركة الخاصة أن مياه الصرف الصحي تحتوي علي تركيزات ثقيلة بما فيه الكفاية لتسبب التدهور البيئي الخطير، حيث تشمل الرصاص والزئبق والمنجنيز والزرنيخ والسلينيوم والثاليوم والنحاس. وثبت أن تحديد السم المسئول عن هذا المرض صعب للغاية ويستغرق الكثير من الوقت. وخلال السنوات 1957 و 1958، اقترح الباحثين نظريات مختلفة. في البداية كان يعتقد أن المنغنيز هو السبب نظرا لتركيزاته العالية الموجودة في الأسماك وفي أعضاء المتوفين. وتم أيضا افتراض العديد من الملوثات مثل الثاليوم والسيلينيوم، ولكن في آذار / مارس 1958 وعند زيارة طبيب الأمراض العصبية البريطاني دوغلاس ماك ألبين، افترض أن أعراض ميناماتا هذه تشبه التسمم بالزئبق العضوي ومن ثم تركزت التحقيقات علي الزئبق.
وفي شباط / فبراير 1959 حقق في توزيع الزئبق في خليج ميناماتا. وصدمت النتائج الباحثين المعنيين. تم الكشف عن كميات كبيرة من الزئبق في الأسماك والمحار والحمأة في الخليج. وكانت أعلى التركيزات حول قناة مياه الصرف الصحي في مصنع شيسو في ميناء هياكن حيث تنخفض خارجة الي البحر، وبوضوح تحدد المصنع كمصدر للتلوث. وعند مصب قناة مياه الصرف الصحي تم قياس الرقم 2 كغم من الزئبق لكل طن من الرواسب: وهو مستوى من الناحية الاقتصادية يعادل منجما. ومن المفارقات، أن مجموعة شيسو في وقت لاحق أنشأت شركة تابعة لاستصلاح وبيع الزئبق المسترد من الحمأة. {20}
تم أخذ عينات من شعر ضحايا هذا المرض، وكذلك من سكان ميناماتا بصفة عامة. وسجل أقصى مستوى للزئبق في المرضى 705 جزءا في المليون، مما يشير إلى التعرض للزئبق بشكل كبير للغاية، في حين أن مستواه في سكان ميناماتا 191 جزء من المليون. هذا بالمقارنة مع معدل متوسط مستوى 4 جزء في المليون للأشخاص الذين يعيشون خارج منطقة ميناماتا. {21}
وفي يوم 12 نوفمبر 1959 نشرت اللجنة الفرعية للتسمم الغذائي في وزارة الصحة والرعاية الاجتماعية في ميناماتا نتائجها:
«مرض ميناماتا هو مرض التسمم الذي يصيب الجهاز العصبي المركزي وينتج عن استهلاك كميات كبيرة من الأسماك والمحار الذي يعيش في خليج ميناماتا والمناطق المحيطة بها، والمسبب للمرض هو عامل من مركبات الزئبق العضوية الرئيسية.» {22}

## 1959

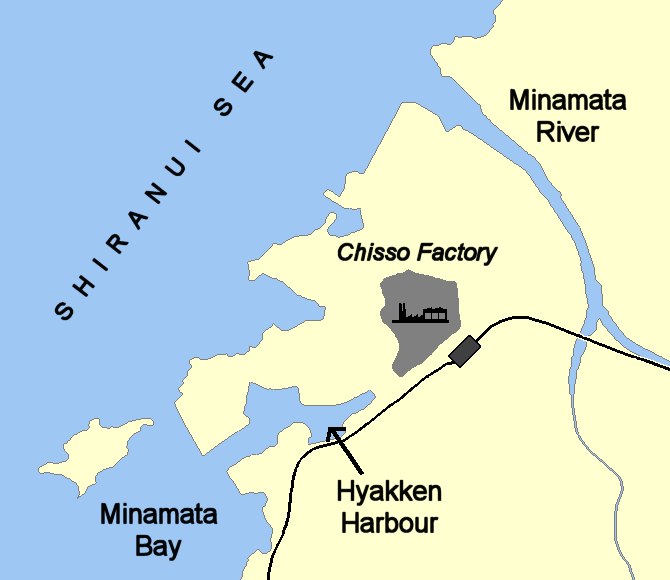
مصنع شيسو وخط سير أنابيب مياه الصرف الصحي.

وأثناء تحقيق باحثي جامعة كوماموتو، تم تحديد السبب الجوهري بوصفه المعادن الثقيلة وقد افترض علي نطاق واسع بأن مصنع شيسو كان مصدر هذا التلوث. وكان مصنع شسيسو مقبلا نحو مزيد من التدقيق، ومن اجل تجنب الانتقادات، تم تغيير طريق مياه الصرف الصحي الناتج. عرف مصنع شيسو بالأضرار البيئية الناتجة عن مياه الصرف الصحي، وكان يدرك جيدا أنه المشتبه الرئيسي في تحقيقات مرض ميناماتا. وعلى الرغم من ذلك، منذ أيلول / سبتمبر 1958، بدلا من تفريغ مخلفاته في مرفأ هياكن (بؤرة التحقيقات ومصدرا التلوث الأصلي)، قام المصنع بتصرف مياه الصرف الصحي مباشرة في نهر ميناماتا. وكان الاثر الفوري لذلك هو موت الأسماك عند مصب النهر، وبدءا من تلك النقطة بدأ مرض ميناماتا يظهر في ضحايا جديدة في قرى الصيد الأخرى صعودا وهبوطا على ساحل بحر شيرانوي وانتشر التلوث على مساحة أكبر. {23}
فشل مصنع سيشو في التعاون مع فريق تحقيق جامعة كوماموتو. وحجب معلومات عن عملياته الصناعية، وترك الباحثين يتكهنون عن منتجات المصنع وماذا كان ينتج وبأي الطرق. {24} وفي تموز / يوليو 1959، أنشأ مدير مستشفي مصنع شيسو، هاجيمي هوسوكاوا مختبر في قسم الدراسات في المصنع للقيام بتجاربه الخاصة عن مرض ميناماتا. أطعمت المواد الغذائية التي أضيفت إليها مياه الصرف الصحي للمصنع لتغذية القطط السليمة. وبعد ثمانية وسبعون يوما من التجارب ظهر علي 400 قطة عرض من أعراض مرض ميناماتا، وأكدت الفحوص المرضية تشخيص التسمم بالزئبق العضوي. لم تكشف الشركة عن هذه النتائج المهمة للمحققين، وأمرت هوسوكاوا بوقف أبحاثه. {25}
وفي محاولة لتقويض نظرية الزئبق العضوي لباحثي جامعة كوماموتو، فان مصنع شيسو والأطراف الأخرى التي لها مصلحة راسخة بأن يظل المصنع مفتوحا مولت (بما في ذلك وزارة التجارة العالمية والصناعة واتحاد صناعة المواد الكيميائية في اليابان) أبحاث بديلة لهذا المرض، غير نفايات مصنع شيسو الخاصة. {26}

### تعويضات الصيادين والمرضى، 1959
وكان تلوث مياه الصرف الصحي قد أضر بمصايد الأسماك حول ميناماتا منذ افتتاح مصنع شيسو في عام 1908. تمكنت جمعية ميناماتا التعاونية لصيد الأسماك من الفوز ببعض المدفوعات الصغيرة من {28} من الشركة في عام 1926، ومرة أخرى في عام 1943، ولكن بعد انتشار مرض ميناماتا أصبح وضع صيد الأسماك حرجا. وكان صيد السمك قد انخفض بنسبة 91 ٪ بين عامي 1953 و 1957. أصدرت حكومة محافظة كوماموتو حظرا جزئيا على بيع الأسماك التي يتم صيدها من خليج ميناماتا الملوث تلوثا شديدا، ولكن حظر تدريجي وليس حظرا شاملا، الأمر الذي سيلزم قانونيا تعويض الصيادين. واحتجت جمعية الصيد التعاونية ضد مصنع شيسو، وشقت طريقها بغضب إلى مصنع شيسو في 6 آب / أغسطس و 12 أغسطس، مطالبة بالتعويض. وتم تشكيل لجنة من قبل رئيس بلدية ميناماتا، تودومو ناكامورا للتوسط بين الجانبين، ولكن تكدست هذه اللجنة بشكل كبير في صالح الشركة. 29 وفي 29 آب / أغسطس وافقت جمعية صيد الأسماك التعاونية على اقتراح لجنة الوساطة الذي ينص على: «من أجل وضع حد لقلق المواطنين نبتلع دموعنا ونقبل». دفعت الشركة الي جمعية صيد الأسماك التعاونية 20 مليون ين ياباني (55600 دولار أميركي) وأعدت صندوق لتعزيز انعاش الصيد ب 15 مليون ين ياباني (دولار أميركي 41.700).
منذ تغيير مسار مصب مياه الصرف الصحي الناتج في عام 1958، كان التلوث ينتشر صعودا وهبوطا في بحر شيرانو مدمرا أيضا مصائد الأسماك. وشجع النجاح الذي حققته جمعية ميناماتا التعاونية الصغيرة، تحالف جمعيات الأسماك التعاونية في محافظة كوماموتو وقرر أيضا مطالبة مصنع شيسو بتعويضات. وفي 17 تشرين الأول / أكتوبر انحدر 1500 من الصيادين في التحالف فالي المصنع للمطالبة بالمفاوضات. وعندما لم ينتج ذلك أية نتائج، حمل أعضاء التحالف حملتهم الي طوكيو وأمنوا زيارة رسمية لميناماتا من أعضاء البرلمان الياباني. وخلال الزيارة في 2 نوفمبر اقتحم أعضاء التحالف المصنع وقاموا بأعمال شغب، مما تسبب في العديد من الإصابات وسببوا أضرار بقيمة 10 ملايين ين ياباني (27.800 دولار). وتغطيت أعمال العنف على نطاق واسع في وسائل الإعلام، لافتة الانتباه في البلاد لقضية ميناماتا للمرة الأولى منذ بدء تفشي المرض. وتم تعيين لجنة وساطة أخرى وتم التوصل الي اتفاق وقع في 17 ديسمبر/ كانون الأول. ودفع مبلغ 25 مليون ين ياباني «مال التعاطف» للتحالف، وأنشأ صندوق لاستعادة الصيد بمبلغ 65 مليون ين ياباني.
وفي عام 1959، كان ضحايا مرض ميناماتا في موقف أضعف بكثير من الصيادين. وكانت جمعية أسر مرضي مرض ميناماتا لتبادل المساعدة التي انشئت في الاونة الأخيرة منقسمة أكثر بكثير من انقسام تعاونيات صيد الأسماك. وكانت أسر 'المرضى ضحية للتمييز والنبذ من المجتمع المحلي. شعر السكان المحليون أن الشركة (ومدينتهم التي تعتمد عليها) تواجه الانهيار الاقتصادي. ويمثل هذا النبذ من المجتمع لبعض المرضي خوفا أكثر خوف من المرض نفسه. وبعد بداية اعتصام عند بوابة المصنع في نوفمبر 1959 طلب المرضى من حاكم ولاية كوماموتو، هيروساكو تيراموتو أن يشمل طلب المرضي للحصول على تعويضات مع الوساطة التي كانت جارية مع تحالف الصيد المحافظة. ووافقت شيسو، وبعد مفاوضات بضعة أسابيع أخرى، وقعت علي اتفاق «مال تعاطف» اخر. يعوض المرضى الذين صادقت عليهم وزارة الصحة ولجنة الرعاية: يستلم المرضي البالغين 100.000 ين ياباني سنويا (278 دولار أميركي) والأطفال 30.000 ين ياباني سنويا (83 دولار أميركي) في السنة، وتحصل أسر المرضى القتلى على مبلغ 320.000 ين ياباني (889 دور أميركي) مرة واحدة

### معالجة مياه النفايات
يوم 21 أكتوبر 1959 أمرت وزارة التجارة الدولية والصناعة أن تحول مرة ثانية تصريف مياه الصرف الصحي من نهر ميناماتا إلى ميناء هايكن والإسراع في تركيب نظام معالجة مياه الصرف الصحي في المصنع. ركبت شيسو نظام تنقية دائري في 19 ديسمبر 1959 وافتتحته في احتفال خاص. شرب رئيس شركة شيسو، كيشي يوشيوكا كوب من المياه المعالجة من خلال المعالج لكي يثبت أنها آمنة. وفي الواقع، لم تعالج مياه الصرف الصحي من محطة الأسيتالديهيد، التي تعرف الشركة أنها لا تزال تحتوي علي الزئبق الذي أدي إلى مرض ميناماتا عندما غذيت به القطط، من خلال المدور في ذلك الوقت. وفي وقت لاحق خلال تجربة مرض نيجاتا ميناماتا أثبتت الشهادات بأن شيسو يعرف بأن المدور غير فعال تماما «... تم تركيب خزان التنقية كحل اجتماعي ولم يفعل شيئا لإزالة الزئبق العضوي.» {29}
وكانت الخدعة ناجحة وخدع تقريبا جميع الأطراف المرتبطين بمرض ميناماتا واعتقدوا أن مياه الصرف الصحي للمصنع أصبحت امنة منذ ديسمبر 1959 والي الامام. وهذا الافتراض على نطاق واسع يعني أن الأطباء لم يتوقعوا ظهور مرضي جدد، مما أدي إلى مشاكل عديدة في السنوات التالية، حيث أن التلوث مستمر. وكانت مشكلة مرض ميناماتا قد حلت في معظم أذهان الناس.

## 1959-1969
سميت السنوات ما بين المجموعة الأولى من اتفاقات «مال التعاطف» عام 1959 وبدء الإجراءات القانونية الأولي ضد شيسو في عام 1969 غالبا «بسنوات الصمت العشرة». وفي الواقع، حدث نشاط كبير من جانب المرضى والصيادين خلال هذه الفترة، ولكن لا شيء كان له تأثير كبير على أعمال الشركة أو علي تغطية ميناماتا في وسائل الإعلام الوطنية.

### التلوث المستمر
وعلى الرغم من الافتراض الذي يكاد أن يكون عالميا على العكس من ذلك، فان مرافق معالجة مياه الصرف الصحي التي ركبت في ديسمبر 1959 لم يكن لها تأثير على مستوى الزئبق العضوي المطروح في بحر شيرانوي. استمر التلوث والمرض الذي يسببه في الانتشار. أجرت حكومات محافظات كوماموتو وكاجوشيما مسح مشترك في أواخر عام 1960 وأوائل عام 1961 عن مستوى الزئبق في شعر السكان الذين يعيشون حول بحر شيرانوي. وأكدت النتائج أن الزئبق العضوي قد انتشر في جميع أنحاء البحر الداخلية وان الناس لا تزال تتسمم بواسطة الأسماك الملوثة. واكتشف أن مئات الناس لديها مستويات أعلي من 50 جزءا من المليون من الزئبق في شعورهم، وهو المستوى الذي من المرجح أن يتلف الأعصاب. وأعلى نتيجة سجلت كانت لسيدة من جزيرة جوشونورا وكانت 920 جزءا في المليون في عينتها.
لم تنشر حكومات المحافظات النتائج ولم تفعل شيئا فيما يخص هذه المسوحات. ولن تبلغ المشاركين الذين تبرعوا بعينات من الشعر بالنتائج حتى عندما طلبو ذلك. واكتشفت دراسة متابعة بعد عشر سنوات أن العديد قد ماتو من «اسباب غير معروفة» {30}

### مرض ميناماتا الخلقي
لاحظ الأطباء المحليون والمسئولون الطبيون لفترة طويلة وتيرة عالية غير طبيعية من الشلل الدماغي واضطرابات الأطفال الأخرى في منطقة ميناماتا. في عام 1961 أعد عدد من احترافيي المهن الطبية أنفسهم، بما فيهم، مأساسومي هارادا (الذي حصل في وقت لاحق على الشرف من الأمم المتحدة عن حجم العمل في مرض ميناماتا) الذي قام به نحو إعادة النظر في تشخيص الأطفال المصابين بالشلل الدماغي. عكست أعراض الأطفال بدقة أعراض مرض ميناماتا للبالغين المصابين بمرض ميناماتا ولكن العديد من ألامهات لم تظهر الأعراض. وحقيقة أن هؤلاء الأطفال ولدوا بعد الاندلاع الأولي للمرض، ولم يتغذوا أيضا بالاسماك الملوثة أبدا، جعلت أمهاتهم يعتقدن أنهم ليسوا ضحايا مرض ميناماتا. في الوقت الذي تعتقد فيه المؤسسة الطبية أن المشيمة تحمي الجنين من السموم في مجرى الدم، وفي الواقع هذا هو الحال مع معظم المواد الكيميائية. والذي لم يكن معروفا في ذلك الوقت هو أن حال ميثيل الزئبق هو العكس تماما: تقوم المشيمة بإزالته من مجرى دم الام وتركز الكيميائيات في الجنين.
وبعد عدة سنوات من الدراسة ومن تشريح طفلين، أعلن الأطباء أن هؤلاء الأطفال كانوا يعانون من مرض خلقي غير معروف حتى الآن وهو شكل من أشكال مرض ميناماتا. وعقدت لجنة الشهادة في 29 نوفمبر 1962 واتفقوا على أن الطفلين الميتين والستة عشر طفل الذين ما زالو أحياء ينبغي المصادقة عليهم كمرضي وبالتالي يستحقون مدفوعات «مال تعاطف» من مؤسسة شيسو وذلك تمشيا مع اتفاق عام 1959. {31}

### انتشار مرض نيجاتا ميناماتا
اندلع مرض ميناماتا مرة أخرى في عام 1965، وهذه المرة على طول ضفاف نهر أغانو في محافظة نيجاتا. يستخدم المصنع الملوث (التي يملكه دنكو شوا)عمليات كيميائية تستخدم عامل تحفيز زئبق مشابه جدا لذلك الذي تستخدمه مؤسسة شيسو في ميناماتا. وكما حدث في ميناماتا، من خريف عام 1964 إلى ربيع عام 1965، شوهدت القطط التي تعيش على طول ضفاف نهر أغانو تصاب بالجنون ومن ثم الموت. ولم يستمر ذلك فترة طويلة حتي بدأت تظهر أعراض مماثلة للمرضي الذين يعيشون على بحر شيرانوي، وأعلن عن اندلاع المرض في 12 يونيو 1965. استخدم باحثون من مجموعة بحث جامعة كوماموتو وهاجيمي هوسوكاوا (الذي كان قد تقاعد من شيسو في عام 1962)تجاربهم في ميناماتا وتطبيقها على اندلاع مرض نيجاتا. في سبتمبر 1966 صدر تقريرا يثبت تلوث شوا دينكو، ليكون هو سبب مرض ميناماتا الثاني.
وخلافا لمرضي ميناماتا كان ضحايا تلوث شوا دينكو يعيشون علي مسافة بعيدة نسبيا عن المصنع وليس لديهم صلة خاصة بالشركة.. ونتيجة لذلك كان المجتمع المحلي أكثر دعما لجماعات المرضى وأقام دعوى قضائية ضد الشركة في مارس 1968، بعد ثلاث سنوات فقط من الاكتشاف.
أثارت أحداث نيجاتا تغيير في رد الفعل على حادث ميناماتا الأصلي. أجبرت البحوث العلمية التي أجريت في نيجاتا على إعادة النظر في ما تم عمله في ميناماتا وقرار مرضي نيجاتا لمقاضاة الشركة الملوثة سامحين باتخاذ نفس رد الفعل لينظر فيه في ميناماتا. وقال ماسازومي هارادا «قد يبدو هذا غريبا ولكن إذا لم يندلع مرض ميناماتا الثاني هذا، لكان من المستحيل تحقيق هذا التقدم الطبي والاجتماعي في كوماموتو.» {33}
و حول هذا الوقت كانت اثنان من الأمراض الاخري المرتبطة بالتلوث تطغي علي عناوين الصحف في اليابان. شكل ضحايا مرض ربو يوكايشي ومرض إيتاي إيتاي جماعات المواطنين ورفعوا الدعاوى القضائية ضد الشركات المسببة للتلوث في أيلول / سبتمبر 1967 ومارس 1968 على التوالي. أصبحت هذه الأمراض مجتمعة تعرف بأمراض التلوث الاربعة الكبيرة في اليابان.{34}
وكان المزاج يتحول ببطء في ميناماتا واليابان ككل ولكن بثبات. ووجد مرضي ميناماتا الجمهور يصبح تدريجيا أكثر تقبلا وتعاطفا معهم بعد أن انقضي العقد. وبلغ ذلك ذروته في عام 1968 مع إنشاء مجلس المواطنين للاجراءات المضادة لمرض ميناماتا والذي أصبح مجموعة دعم المواطنين الرئيسية لدعم مرضي ميناماتا. وكانت ميتشيكو اسهيموري، وهي ربة منزل مخلية وشاعرة نشرت في وقت لاحق في تلك السنة (35) كتاب مقالات شعرية لاقت اشادة وطنية، عضو مؤسس في مجلس المواطنين.

## 1969- 1973

### اعتراف مسئول حكومي
وأخيرا في 26 سبتمبر 1968—وبعد اثنتي عشر سنة من اكتشاف المرض (وأربعة أشهر بعد أن توقفت شيسو عن إنتاج الأسيتالديهيد باستخدام الزئبق كمحفز) -- أصدرت الحكومة ملخصا رسميا عن قضية مرض ميناماتا:
«مرض ميناماتا هو المرض الذي يصيب الجهاز العصبي المركزي، والتسمم الناجم عن الاستهلاك طويل الامد لكميات كبيرة من الأسماك والمحار من خليج ميناماتا. والعامل المسبب للمرض هو ميثيل الزئبق. يطرح ميثيل الزئبق المنتج في مرافق حامض خليك الأسيتالديهيد في مصنع شين نيهون شيسو ميناماتا في مياه الصرف الصحي للمصنع... وقد ظهر مرضى ميناماتا اخر مرة في عام 1960، ثم انتهي المرض. ومن المرجح أن يكون السبب في ذلك هو حقيقة حظر استهلاك الأسماك والمحار من خليج ميناماتا في خريف عام 1957، وحقيقة أن المصنع قد استبدل مرافق معالجة النفايات في يناير 1960».
احتوي الاستنتاج الوارد علي أخطاء واقعية عديدة: التغذية علي السمك والمحار من مناطق أخرى من البحر يمكن أن تسبب الورض وليس من خليج ميناماتا فقط؛ وتناول كميات صغيرة إضافة الي تناول كميات كبيرة من الأسماك الملوثة على مدى فترة زمنية طويلة يسبب أعراض المرض أيضا، واندلاع المرض في الواقع لم «ينتهي» ولم تركب أيضا مرافق الصرف الصحي في يناير / كانون الأول 1960، ومع ذلك فقد بعث اعلان الحكومة الشعور بالراحة وسط عدد كبير من الضحايا وأسرهم. شعر الكثيرين أن ساحتهم قد برئت في كفاحهم الطويل في مواجهة شيسو لقبول المسؤولية عن التسبب في المرض وأعربوا عن شكرهم علي اعتراف المسئولين الاجتماعيين بمحنتهم. وتركز النضال الآن على المدى الذي ينبغي تعويض الضحايا فيه. (36)

### الكفاح من أجل اتفاق جديد
وعلي ضوء اعلان الحكومة، قررت جمعية المعونة المتبادلة أن تطلب اتفاق تعويض جديد من شيسو، وقدمت الطلب في 6 أكتوبر. وردت الشركة بأنها لا تستطيع الحكم على التعويض العادل وطلبت من الحكومة الوطنية أن تشكل لجنة تحكيم ملزمة لاتخاذ القرار. قسم هذا الاقتراح أفراد مجتمع المرضى، وكان كثير منهم حذرين للغاية من رهن مصيرهم إلى طرف ثالث، كما فعلوا في عام 1959 وتحصلوا علي نتائج مؤسفة. وفي اجتماع يوم 5 أبريل/ نيسان 1969، كانت الاراء المتعارضة في المجتمع لا يمكن التوفيق بينها وتقسمت المنظمة إلى فريق التحكيم (الذين كانوا على استعداد لقبول التحكيم الملزم) ومجموعة التقاضي (التي قررت رفع دعوى قضائية ضد الشركة) وفي 1 ذلك الصيف أرسلت شيسو الهدايا للاسر التي اختارت التحكيم بدلا من التقاضي.
وتم رسميا تعيين لجنة التحكيم من قبل وزارة الصحة والرعاية الاجتماعية يوم 25 نيسان / أبريل، ولكن الأمر استغرق ما يقرب من عام لرسم مشروع خطة التعويض. وسربت صحيفة في مارس 1970 ان اللجنة ستطلب من شيسو أن تدفع فقط مليونا ين ياباني (5.699 دولار أميركي) عن المرضي القتلى و 140.000 ين ياباني الي 200.000 ين ياباني إلى (390 دولار أميركي الي 560 دولار أميركي في السنة للمرضي على قيد الحياة. واستاء فريق التحكيم من المبالغ المعروضة. والتماسا للجنة، جنبا إلى جنب مع المرضى وأنصار فريق التقاضي، لصفقة أكثر عدلا. وأعلنت لجنة التحكيم خطتها للتعويض في 25 أيار / مايو في جلسة غير نظامية في وزارة الصحة والرعاية الاجتماعية في طوكيو. وألقي القبض على ثلاثة عشر المحتجين. وبدلا من الموافقة على الاتفاق، كما وعدوا، طلب فريق التحكيم زيادات. واضطرت اللجنة لمراجعة خطتها وانتظر المرضي داخل مبنى وزارة الصحة لمدة يومين أثناء ما كانوا يقومون ذلك. وتم توقيع الاتفاق النهائي في 27 أيار / مايو. وتراوحت المدفوعات عن الوفيات الناجمة ما بين 1.7 مليون ين ياباني الي 4 ملايين ين ياباني (4.700 الي 11.100 دولار أميركي)، مدفوعات لمرة واحدة من مليون ين ياباني الي مليوني ين ياباني (760 دولار أميركي الي 11.660 دولار أميركي)، ودفعات سنوية تتراوح ما بين 170.000 ين ياباني الي 380.000 ين ياباني (470 دولار أميركي الي 1.100 دولار أميركي) للمرضي على قيد الحياة. وفي يوم التوقيع، عقد مجلس مواطني ميناماتا احتجاج خارج بوابات مصنع ميناماتا. قامت احدي نقابات شيسو المهنية باعتصام لمدة ثمانية ساعات احتجاجا على معاملة شركتهم السيئة لفريق التحكيم. {37}
رفعت مجموعة التقاضي، التي تمثل 41 مريضا معترف بهم (توفي منهم 17 مريضا) من 28 عائلة، الدعوى ضد شيسو في محكمة مقاطعة كوماموتو بتاريخ 14 يونيو 1969. وأعلن زعيم المجموعة، ايزو واتانابي (زعيم سابق زعيم في جمعية تبادل العون)، أن «اليوم، وابتداء من هذا، نحن نقاتل ضد سلطة الدولة». وتعرض أولئك الذين قرروا رفع الدعوى القضائية ضد الشركة لضغوط عنيفة لإسقاط دعاويهم المرفوعة ضد الشركة. وتم زيارة امرأة امرأة شخصيا بواسطة مسئول تنفيذي في شيسو وضايقها جيرانها. وأعربت عن تجاهلها، وتم استخدام قارب صيد أسرتها من دون اذن، وقطعت شباك صيدهم والقي البراز البشري في وجهها في الشارع.{38}
ساعدت مجموعة التقاضي ومحاميهم بشكل كبير شبكة غير رسمية من مجموعات المواطنين التي انتشرت في جميع أنحاء البلاد في عام 1969. وكان لهم (39) دور فعال في زيادة الوعي وجمع الأموال لإقامة هذه الدعوى. وكان فرع كوماموتو بالتحديد مفيدا جدا في هذه القضية. وفي سبتمبر 1969 أعدوا مجموعة بحث لتجريبي ضم أساتذة القانون والباحثين في مجال الطب (بما في ذلك ماسوسومي هارادا) وعلماء الاجتماع وحتي ربة البيت والشاعرة اسهمور ميتشيكو لتقديم مواد مفيدة للمحامين لتحسين حججهم القانونية. وكان تقريرهم في الواقع : مسؤولية الشركات عن مرض ميناماتا : أعمال شيسو غير المشروعة في آب / أغسطس 1970، قد شكل الأساس لنجاح الدعوى في نهاية المطاف. {42}
واستمرت المحاكمة أربع سنوات تقريبا. سعى محامو فريق التقاضي لاثبات اهمال الشركة. وكان يجب التغلب علي ثلاث نقاط قانونية رئيسية لكسب القضية. كان أولا علي المحامين توضيح أن ميثيل الزئبق يسبب مرض ميناماتا وأن مصنع الشركة هو مصدر التلوث. أثبت البحث المكثف لجامعة كوماموتو، وملخص الحكومة، أن هذه النقطة قد تم اثباتها بسهولة تامة. ثانيا، يهل كانت الشركة تتوقع تأثير مياه الصرف الصحي، وهل اتخذت خطوات لمنع هذه المأساة (أي هل أهملت الشركة في أداءواجبها في الرعاية)؟ ثالثا، هل اتفاق «مال التعاطف» عام 1959، عقدا ملزما من الناحية القانونية يمنع المرضي من المطالبة بأي تعويض آخر ؟
استمعت المحاكمة للمرضي وأسرهم، ولكن أهم شهادة جاءت من المديرين التنفيذيين والموظفين في شركة شيسو وكانت أكثر الشهادات اثارة هي شهادة، هاجيمي هوسوكاوا الذي تحدث في 4 يوليو 1970 من سريره في المستشفى حيث كان يحتضر من مرض السرطان. وأوضح تجاربه مع القطط، بما في ذلك «القط سيء السمعة 400» الذي طور مرض ميناماتا بعد تغذيته من مياه الصرف الصحي في المصنع. كما تحدث عن معارضته لتغيير مسار خط مياه الصرف الصحي عام 1958 من ميناء هياكن إلى نهر ميناماتا. وأيد شهادته زميل له الذي ذكر أيضا كيف أمرهم مسؤولو الشركة بوقف التجارب في القطط في خريف عام 1959. وتوفي هاجيمي هوسوكاوا بعد ثلاثة أشهر من تقديم شهادته. اعترف مدير المصنع السابق ايتشى نيشيدا أن الشركة وضعت المكاسب فوق قبل السلامة، مما أدى الي ظروف عمل خطرة ونقص توفير الرعاية مع الزئبق. اعترف رئيس شيسو السابق كيشي يوشيوكا ان الشركة عززت نظرية عن المتفجرات ملقاة منذ الحرب العالمية الثانية على الرغم من أنها تعرف أنها لا أساس لها.
و مثل الحكم الذي صدر يوم 20 مارس 1973 نصرا كاملا لمرضي مجموعة المقاضاة :
«كان المصنع المتهم من أهم مصانع الكيماويات تقدما في التكنولوجيا و... كان عليه أن يؤمن سلامة مياه صرفه الصحي. وكان يمكن للمتهم أن يمنع حدوث مرض ميناماتا أو على الأقل، كان يستطيع الإبقاء عليه في الحد الادني. ولم نجد على الإطلاق أن المتهم أخذ بأي من التدابير الاحترازية المطلوبة في هذه الحالة. وذلك يدعم بما فيه الكفاية افتراض أن المتهم قد أهمل منذ البداية إلى النهاية في تصريف مياه الصرف الصحي من محطة الأسيتالديهيد. ولا يمكن للمتهم أن يهرب من المسؤولية عن الإهمال».
ووجد أن اتفاق «مال التعاطف» غير ساري وأمرت شيسو بتقديم مدفوعات لمرة واحدة 18 مليون ين ياباني (66.000 دولار أمريكي) عن كل مريض متوفي ومبلغ 16 مليون ين ياباني الي 18 مليون ين ياباني (59.000 الي 66.000 دولار أميركي) لكل مريض على قيد الحياة. التعويض الإجمالي 937 مليون ين ياباني (3.4 مليون دولار أميركي) كان أكبر مبلغ تعويض تحكم به محكمة يابانية من قبل. {43}

### كفاح المرضى غير المصادق عليهم للاعتراف بهم.
وأثناء استمرار نضال جماعات التحكيم والتقاضي ضد شيسو ما زالت مستمرة، ظهرت مجموعة جديدة من الذين يعانون من مرض ميناماتا. ومن أجل التأهيل للحصول على تعويض بموجب اتفاق عام 1959، كان لا بد أن يعترف بالمرضي رسميا بواسطة مختلف لجان اعلان الشهادة المخصصة وفقا لأعراضهم. وللأسف وفي محاولة للحد من المسؤولية والعبء المالي على الشركة، كانت هذه اللجان تتمسك بالتفسير الصارم لمرض ميناماتا. يطلب من المرضى أن يظهروا جميع أعراض متلازمة هنتر، راسيل - التشخيص القياسي للتسمم بالزئبق العضوي في ذلك الوقت - والذي نشأ عن حادث صناعي في المملكة المتحدة عام 1940. وتعتمد اللجنة فقط المرضى الذين تظهر عليهم اعراض واضحة للمتلازمة البريطانية، بدلا من الاستناد على تشخيص المرض في اليابان. وأدى ذلك باللجنة إلى رفض العديد من الطلبات وتركهم مشوشين بين الفهم والإحباط. {44}
كان هناك شخص هام يناضل عن المرضى غير المعترف بهم وهو تيرو كاوموتو. ولد في عام 1931 وهو الابن السابع لعامل في مؤسسة شيسو وصياد محلي. ابتداء من عام 1959 بدأت تظهر علي والد تيرو اعراض مرض ميناماتا التالية : خدر في يديه وقدميه وثقل في لسانه واختلال في مشيته والرؤية المحدودة. وتدهورت حالته ببطء حتى أدخل مستشفى للأمراض العقلية حيث عثر فيها تيرو نفسه على وظيفة في المستشفي. ومع الهلوسة والانتحار أصبح والد سيشو في نهاية المطاف غير قادر على أن يتعرف على أي شخص من حوله، وتوفي وابنه إلى جواره في نيسان / أبريل 1965. {45}

## الضحايا
وابتداء من آذار / مارس 2001 تم رسميا الاعتراف ب 2265 ضحية (توفي منهم 1784 ضحية) وحصل أكثر من 10,000 شخص على تعويضات مالية من سيشو (47)، على الرغم من عدم الاعتراف بهم رسميا كضحايا. أمر تحديد مدى تأثير مرض ميناماتا هو أمر شديد التعقيد ولم يتم كدراسة وبائية كاملة، والاعتراف الوحيد بالمرضى في أي وقت هو أن يتقدموا طوعا لمجلس الشهادة من أجل الحصول على تعويض مالي. {48} يواجه العديد من ضحايا مرض ميناماتا التمييز والنبذ من المجتمع المحلي، إذا ما ظهرت علنيا عليهم اعراض المرض. بعض الناس يخشون أن يكون هذا المرض معديا وكان العديد من السكان المحليين منحازين لسيشو بشدة، حيث أنهم معتمدين على الشركة في كسب عيشهم. وفي مثل هذا الجو يفهم أن المعاناة ترجع الي التردد والمضي الي الأمام والسعي إلى استخراج الشهادات. وعلى الرغم من هذه العوامل، تقدم الي المجلس أكثر من 17,000 شخص لاستخراج الشهادات. أيضا يعاني المريض بمرض ميناماتا من اعتراف الجلس به كمريض للحصول على تعويض مالي من شيسو. وعلى هذا النحو، خضع المجلس دائما لضغوط هائلة لرفض الطلبات والتقليل من الأعباء المالية الملقاة على شيسو. وبدلا من أن يكون مجلسا للاعتراف الطبي، تأثرت قرارات المجلس دائما بالعوامل الاقتصادية والسياسية المحيطة بميناماتا وشركة شيسو. وعلاوة على ذلك، استمرار تعويض الضحايا أدى إلى استمرار الصراع في المجتمع، بما في ذلك الاتهامات التي لا أساس لها من أن بعض الأشخاص الذين طلبوا التعويض لا يعانون في الواقع من هذا المرض. {49}

## دمقرطة الاثار
ووفقا لتيموثي جورج اس فان الاحتجاجات البيئية التي تحيط بهذا المرض ساعدت في تحقيق الديمقراطية في اليابان. {50} عندما تم الإبلاغ عن الحالات المرضية الأولى، وقمعت في وقت لاحق، لم يتم الاعتراف بحقوق الضحايا، وكانوا لا يحصلون على أي تعويض. وبدلا من ذلك، عاني الضحايا من نبذ مجتمعهم بسبب الجهل عن هذا المرض، حيث أن الناس كانوا يخشون أن يكون مرضا معديا.
لم يكن يسمح للناس المتأثرين مباشرة من تلوث خليج ميناماتا المشاركة في الأعمال التي من شأنها التأثير على مستقبلهم. استبعد ضحايا المرض، وأسلر الصيادين وموظفي الشركة من المناقشة. وحدث التقدم عندما سمح أخيرا لضحايا ميناماتا بحضور اجتماع لمناقشة هذه القضية. ونتيجة لذلك، اتخذت يابان ما بعد الحرب خطوة صغيرة نحو الديمقراطية.
من خلال تطور المشاعر العامة، تمكن الضحايا والمحتجين البيئين من الوقوف والمضي قدما على نحو أكثر فعالية في قضيتهم. وساعدت مشاركة الصحافة أيضا في عملية التحول الديمقراطي لانها رفعت وعي المزيد من الناس ليلموا بالحقائق عن مرض ميناماتا وعن التلوث الذي تسبب فيه.
وعلى الرغم من أن المحتجين البيئين قد وصلوا الي نتائج أكثر ديمقراطية في اليابان الا انها لم تخلص اليابان تماما من النظام الأول الذي قمع الصيادين وضحايا مرض ميناماتا.

## وسائل الإعلام
بدأ التوثيق بالتصوير الفوتوغرافي لمرض ميناماتا في أوائل الستينيات. كان شيسي كوابارا هو أحد المصورين الذين وصلو عام 1960 مباشرة من الجامعة وكلية التصوير. أقيم أول معرض لاعماله عن ميناماتا في صالون تصوير فوجي في طوكيو عام 1962، ونشرت أول مختارات طويلة من كتابه مينامات في اليابان في عام 1965. ومنذ ذلك الحين عاد الي ميناماتا عدة مرات.
ومع ذلك، كانت مقالات صور فوتوغرافية مثيرة من ووكر يوجين سميث التي جذبت انتباه العالم إلى مرض ميناماتا. عاش هو وزوجته اليابانية في ميناماتا من 1971-1973. أكثر صور المقالات شهرة واثارة هي توموكو أويمورا في حمامها (1972) يظهر ريوكو أويمورا وهي تخضن بشدة ابنها المشوهة توموكو في غرفة الحمام اليابانية. تسممت توموكو بميثيل الزئبق بينما هي لا تزال في الرحم. وقد نشرت الصورة على نطاق واسع جدا. طرحت الصورة من قبل سميث بالتعاون مع ريوكو وتوموكو من أجل توضيح الاثار الناجمة عن المرض بشكل كبير. وفي وقت لاحق تم سحبها من التداول بناء على طلب من عائلة توموكو، وبالتالي لم تظهر في مختارات جديدة من أعمال سميث. وكان سميث وزوجته مكرسين للغاية في قضية ضحايا مرض ميناماتا وتوثيق الكتب عن نضالهم من أجل الاعتراف بهم وحقهم في التعويض. وتعرض سميث نفسه لهجوم خطير وأصيب بجروح خطيرة من قبل موظفي شيسو في حادثة وقعت في غوي في مدينة إتشيهارا، بالقرب من طوكيو يوم 7 يناير 1972، في محاولة لوقف المصور عن كشف المزيد من هذه المسألة على العالم. {52} نجا سميث، 54 عاما في الهجوم، ولكن تدهور بصره في إحدى عينيه، وتدهورت حالته الصحية ولم يتعاف تماما قبل وفاته في عام 1978.

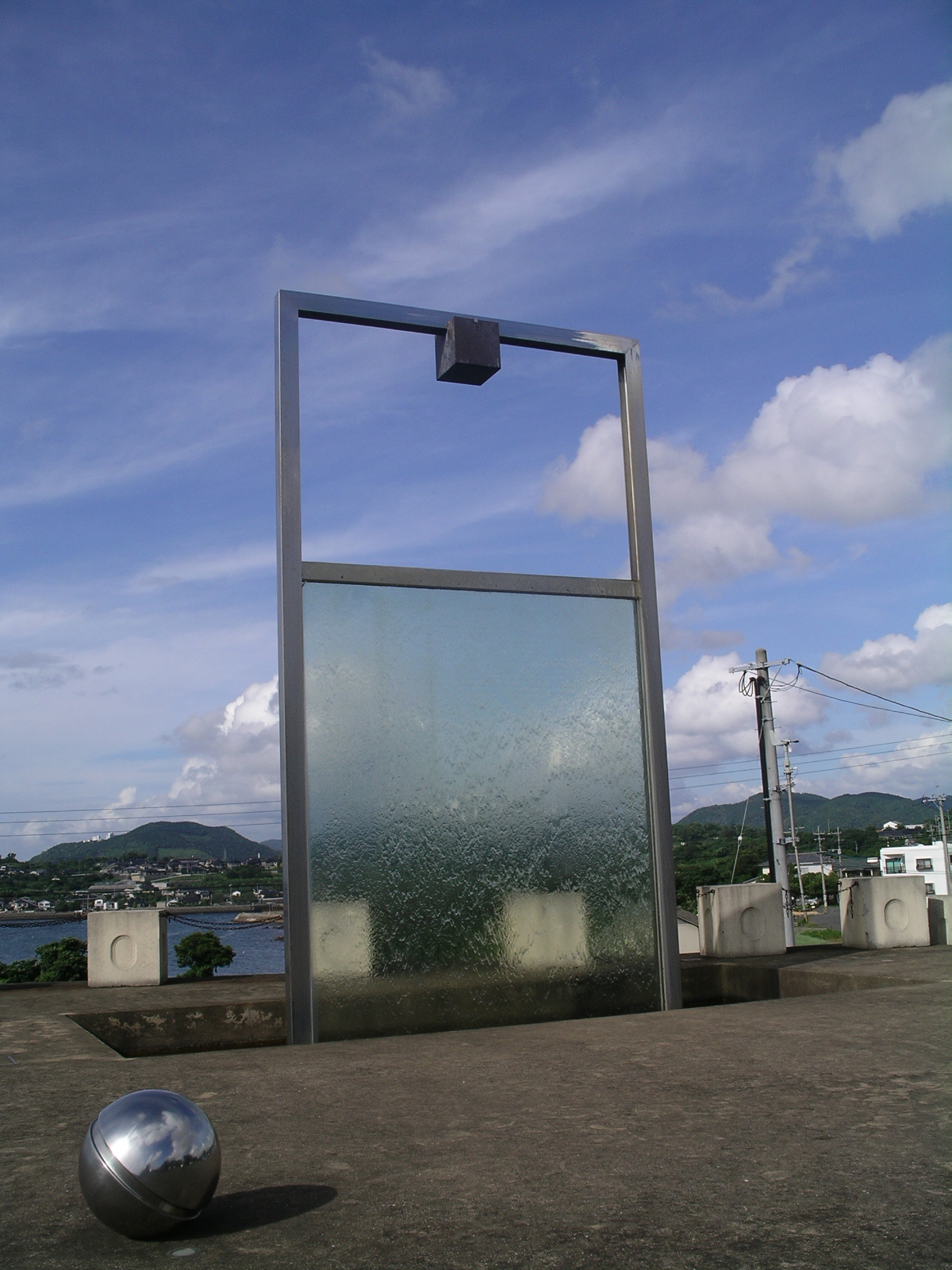
نصب تذكاري عن مرض ميناماتا في متحف البلدية

## مرض ميناماتا اليوم
لا يزال يشكل مرض ميناماتا اليوم قضية هامة في المجتمع الياباني المعاصر. ولا تزال الدعاوى القضائية ضد شيسو وحكومات المحافظات الوطنية مستمرة، ويعتبر العديد من الناس أن ردود فعل الحكومة حتى الآن غير كافية. {53} ولم تذكر الشركة في «اللمحة التاريخية» في موقعها الحالي على شبكة الإنترنت دورها في التلوث الشامل في ميناماتا والترويع ما بعد ذلك.. وعل كل، ذكر تقريرهم السنوي لعام 2004 ما يعادل حوالي 50 مليون دولار (5820 مليون ين) تخص خصومات تعويضات «مرض ميناماتا». ومن سنة 2000 إلى 2003، ذكرت أيضا الخصوم مجموع ديون التعويضات لأكثر من 170 مليون دولار أمريكي. أظهرت أيضا حساباتهم لسنة 2000 أن حكومات محافظة كوماموتو والحكومة اليابانية تنازلت عن مبالغ هائلة 560 مليون دولارا تخص التزامات ذات صلة. وأشارت تقاريرهم عن السنة المالية 2004- 2005 إلى مرض ميناماتا باسم «مرض جنون حتر» وهو مصطلح منحوت من تسمم بالزئبق عاني منه صانع قبعات من القرون القليلة الماضية (أنظر جنون حتر).{54}
وعقد حفل تأبين في المتحف البلدي لمرض ميناماتا في 1 مايو 2006، لاحياء الذكري 50 عاما منذ اكتشاف المرض رسميا. وعلى الرغم من سوء الأحوال الجوية، حضر لاحتفال ما يزيد عن 600 شخص، بما في ذلك رئيس مؤسسة شيسو شونكيشي غوتو ووزير البيئة يوريكو كويكي.
قامت يوم الاثنين 29 مارس 2010، مجموعة من 2123 من الضحايا غير المعتمدين بتسوية مع حكومة اليابان وحكومة مقاطعة كوماموتو، ومؤسسة شيسو، لاستلام مبالغ فردية مقطوعة مقدارها 2.1 مليون ين وعلاوات طبية شهرية. {56}
و معظم المرضي الخلقيون هم الآن في الأربعينات والخمسينات، وحالتهم الصحية آخذة في التدهور. ابائهم، وهم غالبا، مصدر رعايتهم الوخيد هم الآن في السبعينات أو الثمانينات أو توفوا قبل ذلك. هؤلاء المرضى غالبا ما يجدون أنفسهم مقيدون إلى بيوتهم ورعاية أسرهم ويعيشون في عزلة فعالة عن المجتمع المحلي. توجد بعض مرافق رعاية المرضي. هناك مثال واحد ملحوظ هو مركز التدريب المهني للمرضى الخلقيون إضافة غيرهم من المعوقين في منطقة ميناماتا. وتشارك أيضا أعضاء المجلس الساخن «مجلس النواب» كثيرا في رفع مستوى الوعي بمرض ميناماتا، وبحضور المؤتمرات والحلقات الدراسية إضافة الي القيام بزيارات منتظمة إلى المدارس الابتدائية في جميع أنحاء محافظة كوماموتو. {58}

## القراءات الأخرى
- اووا، كيبو (2001). التجديف في بحر الابدية : قصة صياد ميناماتا. روومان والناشرين ليتلفيلد. الترقيم الدولي : 7 - 0021-7425-0
- شتاينغرابر، ساندرا. (2001). بعد الإيمان : رحلة إلى عالم بيئة الأمومة. بيرسس للنشر الترقيم الدولي : 6 - 18999-425-0
- نهج لمكافحة تلوث المياه، مدينة ميناماتا، محافظة كوماموتو
- التشين، دوغلاس. تسمم ميناماتا
- سانغ أباوت، عن البديل في مجموعة الت جروب بوشس «مرض القطط الراقصة»
- مشار اليه كخلفية في فيلم رسول الرعب عام 1979
- سايتو، هيساشي. (2009). مرض نيجاتا ميناماتا : التسمم بميثيل الزئبق في نيجاتا، اليابان. نيجاتا نيبو

## الروابط الخارجية
- ATSDR - ToxFAQs الزئبق - الأسئلة المتكررة حول الزئبق
- المعهد الوطني لمرض ميناماتا
- مرض ميناماتا : التاريخ والتدابير - ملخص وزارة البيئة عن مرض ميناماتا
- سوسيشا - مركز دعم مرض ميناماتا ومتحف مرض ميناماتا
- مخفوظات ايلين—صاحب حقوق الطبع والنشر، ووكر يوجين، صور سميث عن ميناماتا
- تصوير دبليو يوجين سميث—توموكو أويمورا في حمامها، 1972
- مرض ميناماتا - فصل من التلوث الصناعي في اليابان، الدكتور جن اوى
- ميناماتا خط الزمن، عن مجلس مدينة ميناماتا.